# Constantin Dinulescu (actor)
Constantin Dinulescu (n. 19 martie 1933, Alexandria, Teleorman) este un actor român de teatru și film.

## Biografie
S-a născut la Alexandria, tatăl său fiind profesor de limba română și director de școală. Pe când Constantin avea 4 ani, familia s-a mutat la Călărași. A urmat școala generală și liceul în acel oraș. După ce a fost respins la examenul de admitere de la Facultatea de Arhitectură, a intrat la Institutul de Artă Teatrală și Cinematografică din București, la clasa profesorului Alexandru Finți, absolvind cursurile universitare în 1955. În perioada studenției a făcut figurație alături de Ștefan Bănică la Teatrul Giulești.
După absolvirea facultății, a fost repartizat ca actor la Teatrul Național din Iași, unde a activat în perioada 1955-1973. Pentru o perioadă (1957-1969), a colaborat și la Opera de Stat din Iași. La solicitarea lui Radu Beligan, a fost angajat ca actor la Teatrul Național din București, unde a interpretat numeroase roluri și a început să fie solicitat să joace în filme. S-a căsătorit cu actrița Carmen Ionescu, colegă de teatru.
A activat ca profesor la Institutul de Artă Teatrală și Cinematografică din București în anii 1973-1977.

## Premii și distincții
- Ordinul Meritul Cultural clasa a IV-a (6 noiembrie 1967) „cu prilejul împlinirii a 150 ani de la primul spectacol de teatru în limba română la Iași, [...] pentru merite deosebite în domeniul artei dramatice”[1]

A obținut Premiul Consiliului de Artă și Cultură pentru rolul Iacoppo în Săptămâna patimilor (1971), Premiul Uniunii Cineaștilor din România (UCIN) pentru interpretare rol principal masculin - pentru rolul Heidrik din filmul A unsprezecea poruncă (1991) . De asemenea, a fost numit Cetățean de onoare al orașului Alexandria.
Președintele României Ion Iliescu i-a conferit actorului Constantin Dinulescu la 13 mai 2004 Ordinul Meritul Cultural în grad de Cavaler, Categoria D - "Arta Spectacolului", „în semn de apreciere a întregii activități și pentru dăruirea și talentul interpretativ pus în slujba artei scenice și a spectacolului”.
În anul 2019 a fost distins cu premiul "Gopo pentru întreaga operă".

## Filmografie
- Bălcescu (1953)
- Momente "Caragiale" - Tren de plăcere (film TV, 1958)
- Străzile au amintiri (1962) - inspectorul
- Cartierul veseliei (1965)
- Povestea Unirii (film TV, 1966)
- Dus intors (1971)
- Viata ce ți-am dat (film TV, 1971)
- Conspirația (1973) - Olteanu
- Departe de Tipperary (1973) - Olteanu
- Constantin Brâncoveanu (1974)
- Un comisar acuză (1974) - aghiotantul prefectului Năvodeanu
- Agentul straniu (1974)
- Ștefan cel Mare - Vaslui 1475 (1975) - solul persan Isak-Beg
- Actorul și sălbaticii (1975) - ziarist
- Pe aici nu se trece (1975) - doctorul
- Cantemir (1975) - von Starkenberg
- Mușchetarul român (1975) - von Starkenberg
- Cursa (1975)
- Cuibul salamandrelor (1977) - doctorul
- Ediție specială (1978)
- Aurel Vlaicu (1978) - Vasile Morțun
- Vlad Țepeș (1979) - Otto
- Vacanță tragică (1979)
- Rug și flacără (1980)
- Drumul oaselor (1980) - Fancu
- Burebista (1980) - druidul Breza
- Ștefan Luchian (1981)
- Ana și „hoțul” (1981)
- Orgolii (1982) - prof. Olimpiu Vasiliu
- Aventura sub pământ (film TV, 1982) - arheolog
- Zacharus (1982)
- Misterele Bucureștilor (1983) - mitropolitul Țării Românești
- Glissando (1984)
- Mitică Popescu (1984)
- Trenul de aur (1986) - directorul BNR
- Totul se plătește (1987) - boierul Oteteleșanu
- Stâlpii societății (1988)
- Iacob (1988)
- A unsprezecea poruncă (1991) - Heidrik
- Ce zi frumoasă! (film TV, 1992)
- Sara - jurnalul lumii libere (1995)
- Meurtres par procuration (1995) - Jankovic
- Mesagerul (film TV, 1995) - jidovul rătăcitor
- Transfer de personalitate (film TV, 1996)
- Eu sunt Adam! (1996)
- Cezara (1997)
- Trenul vieții (1998) - înțeleptul nr. 5
- Ștefan Augustin Doinaș (2000) - recitator
- Turnul din Pisa (2002) - judecătorul
- Maria (2003) - preotul
- Final Countdown (producție Parafilm International și ZDF, Germania, 2003) - povestitorul
- Italiencele (2004) - Ioanichie
- State și Flacăra - Vacanță la Nisa (2010) - Cobra
- Moștenirea (2010) - Cobra
- Moromeții 2 (2018) - Profesorul bătrân de la manifestații
- Pup-o, mă! 3: Înfruntarea bacilor (2022) - Bătrânul
- Iubire cu parfum de lavandă (2024) - Bunicul Andei